# Empoasca canda
Empoasca canda är en insektsart som beskrevs av Ross och Moore 1957. Empoasca canda ingår i släktet Empoasca och familjen dvärgstritar. Inga underarter finns listade i Catalogue of Life.